# Lenny Henry
Lenworth George (Lenny) Henry (Dudley, West Midlands, 29 augustus 1958) is een Britse acteur, entertainer en stand-upcomedian.

## Biografie
Henry groeide op in een gezin van zeven kinderen. Hij maakte zijn opwachting in New Faces TV talent show in 1975 en won er verschillende prijzen.
Henry was tot 1981 een van de vaste gezichten in de spraakmakende kinderontbijtshow Tiswas
Daarna was hij met Tracey Ullman en David Copperfield te zien in het comedyprogramma Three Of A Kind. In 1984 kreeg Lenny Henry z'n eigen show waarin hij onder andere Michael Jacksons Thriller parodieerde. Inclusief onderbrekingen liep de Lenny Henry Show negentien jaar.
Henry was van 1984 tot 2010 getrouwd met Dawn French, die hij bij The Comic Strip ontmoette. In 1991 adopteerden zij hun dochter Billie. Allebei verlenen ze regelmatig hun medewerking aan de inzamelingsacties van de BBC voor kansarme kinderen in Engeland (Children In Need) en Afrika (Comic Relief).
Begin jaren 90 probeerde Henry het als soulzanger; hij deed achtergrondwerk op het album The Red Shoes van Kate Bush en liet zich bij een optreden begeleiden door Pink Floyd-gitarist David Gilmour.
Daarna keerde Henry terug naar de vertrouwde typetjes; in zijn succesvolste serie Chef! speelde Henry de opvliegende chef-kok Gareth Blackstock wiens huwelijk ten koste dreigt te gaan door zijn ambities.
In december 2008 was Henry te gast in de oudejaarsshow van pianist Jools Holland; hij zong een stukje mee met Mercy van soulzangeres Duffy.
In 2012 maakte Henry met producent Matt Lucas (Little Britain) de eenmalige show The One Lenny Henry waarin hij zowel oude als nieuwe personages opvoerde.
In 2016 kreeg Henry een speciale onderscheiding tijdens de uitreiking van de BAFTA Awards.